# Ахкубек Тогаев

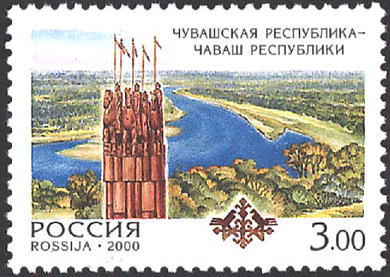
Конная монументально-декоративная композиция «Поход чувашской делегации в Москву с челобитной о добровольном вхождении в состав Московского государства»

Ахкубек Тогаев (жил в XVI веке) — один из чувашских вождей, который в 40-х — нач. 50-х гг. XVI века возглавил борьбу чувашского народа против Казанского ханства.
В 1551 году совместно с Магметом Бозубовым был послом чувашей и марийцев Горной стороны, возглавив делегацию, прибывшую в Москву к русскому царю Ивану IV с просьбой принять чувашей в подданство Русского государства.

## Биография
Согласно историку В. Д. Димитриеву, Ахкубек Тогаев, по всей вероятности, был сыном чувашского сотного князя Тугая (Тогая), который в 1546 году направил в Москву чувашско-горномарийскую делегацию и именем которого после присоединения названа чувашская Тогаевская волость Прицивиля; он не имеет никакого отношения к «Тогаевым детям» левобережья, сыновьям татарского князя, упоминаемым в русских летописях в 1553 года в числе участников антимосковского мятежа.
В 1551 году представители Горной стороны Магмет Бозубов и Ахкубек Тогаев «с товарыщи», получив разрешение Шах-Али и воевод, поехали в Москву к Ивану IV и «государю били челом ото всее Горние стороны», чтобы царь повелел приписать их к Свияжску, навсегда включив в состав России, полегчил в ясаках и дал бы жалованную грамоту, «как им вперед быти». Иван IV выдал им жалованную грамоту с вислой золотой печатью, где гарантировалось сохранение за горными людьми их земель, бортных ухожаев и ясачнообязанного состояния, с освобождением от ясака на 3 года.
Политическим движением за независимость от Казанского ханства руководили Магмет Бозубов и Ахкубек Тогаев.
Следующее посольство прибыло к Ивану IV в июне 1551 года. Старшими уполномоченными на ведение переговоров были Магомет Бозубов и Ахкупек Тогаев, которые «били челом ото все Горние стороны… от Чувашей и Черемисы».
Пришли к Шах-Али «отъ всее Горнее стороны бити челомъ, чтобы имъ ослободить ехати бити челомъ къ царю государю великому князю [Ивану IV]. И царь (т.е. хан Шах-Али. — В.Д.) и воеводы послали к государю (Ивану IV. — В.Д.) горнихъ людей Магмета Бозубова да Ахкубека Тогаева съ товарыщи, а съ ними послали Григориа Семенова сына Плещеева. И Магмет съ товарыщи государю [Ивану IV] били челомъ ото всея Горние стороны, от князей и мурзъ и сотных князей и десятных и Чювашей и Черемисы и казаков, чтобы имъ государь гневъ свой отдалъ, а велелъ бы у Свияжьского города быти; и правду государю на том по своей вере даютъ, что имъ отъ государя и ихъ детемъ неотступным быти и къ Казани отъ Свияжскаго города никакъ не отложитися; и пожаловалъ бог ихъ государь, въ ясакехъ полегчилъ и далъ бы имъ жаловалную свою грамоту, какъ имъ впредъ быть. И государь [Иван IV] их пожаловалъ, гневъ свой имъ отдалъ и воевати ихъ не велелъ, и взялъ ихъ к своему Свияжьскому городу, и далъ имъ грамоту жаловалную з золотою печатию, а ясакы имъ отделъ на три годы; да Магмета съ товарыщи пожаловалъ великим жалованиемъ, шубами и денгами».
Чувашские послы Мехмед Бозубов и Ахкубек Тогаев обратились к Ивану Грозному с просьбой о принятии их в подданство с условием наделения широкими правами и свободами, на что царское правительство незамедлительно дало согласие, но не сдержало обещаний.
В 1546 году, во время чувашского восстания, князь Ахкубек Тогаев[уточнить] бил челом Ивану IV, чтобы тот послал войска на Казань. Он сам же со своими воеводами принял участие в этом походе . После взятия Казани Иван IV в своей грамоте чувашам гарантировал сохранение общинных земель от захвата монастырями и помещиками, ясачнообязанного состояния чувашей, становились "государевыми людьми", среди которых не было рабов-холопов. Эту грамоту из рук Ивана Грозного принял Ахкубек Тогаев.

## Память

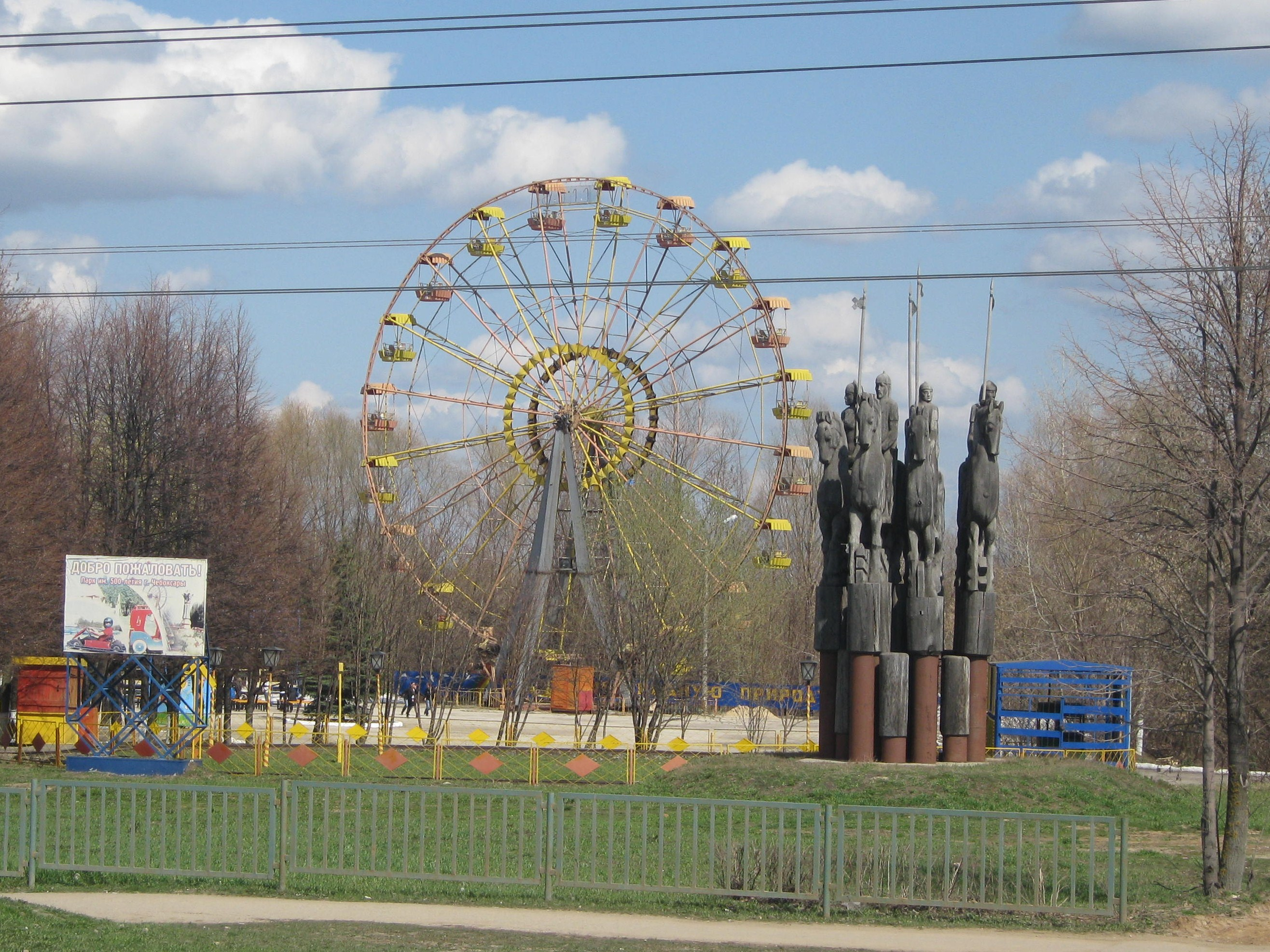
Конная монументально-декоративная композиция «Поход чувашской делегации в Москву с челобитной о добровольном вхождении в состав Московского государства»

Ахкубек Тогаев изображен на коне в многофигурной конной композиции из дуба (автор Мадуров, Фёдор Иванович) в Чебоксарах. Конная монументально-декоративная композиция «Поход чувашской делегации в Москву с челобитной о добровольном вхождении в состав Московского государства» во главе с Магметом Бозубовым и Ахкубеком Тогаевым была установлена в 1984 году при въезде в Чебоксары с Ядринского шоссе на Московский проспект (Чебоксары).
В 2005 году композиция была перенесена в парк культуры и отдыха имени 500-летия г. Чебоксары, где простояла 11 лет.
В 2016 году демонтирована, её детали были вывезены на территорию микрорайона Альгешево, где до сих пор  находятся под открытым небом (2018). Памятник в честь добровольного вхождения Чувашии в состав России (Чебоксары, 1972; скульптор Ф. И. Мадуров, архитектор Ю. М. Новоселов) списан с баланса города Чебоксары.